# Вильярруэль, Виктория
Виктория Эухения Вильярруэль (исп. Victoria Eugenia Villarruel; род. 13 апреля 1975, Буэнос-Айрес) — аргентинская государственная и политическая деятельница. Основательница и председательница гражданской ассоциации под названием «Центр правовых исследований терроризма». Член Палаты депутатов Аргентины с 2021 по 2023 год, являлась кандидатом на должность вице-президента на всеобщих выборах 2023 года от коалиции «Свобода наступает», победу на которых одержал Хавьер Милей. В настоящее время является вице-президентом Аргентины, вступила в должность 10 декабря 2023 года.

## Ранний период жизни и образование
Родилась 13 апреля 1975 года. Её дедушка был историком, проходил службу в ВМС Аргентины, пережил четыре нападения левых радикалов. Её отец был офицером сухопутных войск Аргентины. В 2008 году прошла курс по межведомственной координации и борьбе с терроризмом в Центре исследований обороны имени Джеймса Уильяма Перри, учреждении Министерства обороны США, расположенном на базе Университета национальной обороны в Вашингтоне.

## Карьера

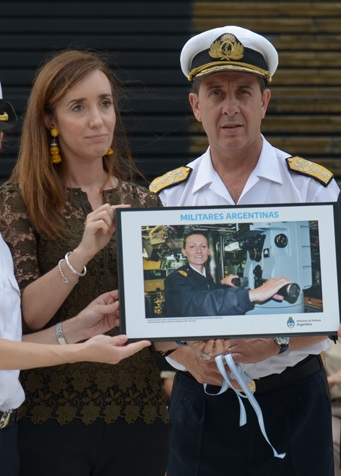
Вместе с адмиралом Хулио Орасио Гуардиа и фотографией Элианы Кравчик

Читала лекции о правах человека и жертвах терроризма во многих странах мира, включая США, Норвегию, Испанию, Италию, Францию, Колумбию, Уругвай, Перу и Мексику. Давала интервью The Wall Street Journal, испанской газете ABC и многим другим крупным мировым СМИ.
Выступая на Форуме свободы в Осло в 2011 году, бросила вызов официальной истории современной Аргентины. Согласно официальной версии, терроризм имел место исключительно во время «Грязной войны», когда страна находилась под властью военной хунты. Её точка зрения заключается в том, что организованный терроризм также имел место в период с 1973 по 1976 год, когда в стране было демократическое правительство. Она предположила, что две основные аргентинские повстанческие группировки той эпохи, Революционная армия народа и Монтонерос, имели связи с режимом Фиделя Кастро на Кубе и с Организацией освобождения Палестины (ООП), причём по крайней мере одна из этих групп обучала исламистов на Ближнем Востоке и поставляла ООП оружие, которое использовалось в нападениях на Израиль. Она сказала, что эта история позже была скрыта правительством Кристины Фернандес де Киршнер и что террористы 1970-х годов продолжали пользоваться защитой семьи Киршнеров и что многие из бывших террористов занимали ответственные посты в аргентинском истеблишменте, ссылаясь на государственных служащих или журналистов. Она также обвинила правительство Киршнер в пособничестве Ирану.
В книге Вильярруэль Los otros muertos, опубликованной в 2014 году и посвящённой аргентинским конфликтам, были найдены методологические ошибки: она включила 84 анонимные жертвы, которые погибли до основания организаций, которые она называет террористическими; жертвы других организаций, таких как Аргентинский антикоммунистический альянс, и не делала различия между гибелью гражданского населения и военных. По её словам, большинство терактов на самом деле было совершено в течение трёх лет демократии, непосредственно предшествовавших военному перевороту 1976 года. Её обвиняли в оправдании военной хунты и осуществлявшейся ею «Грязной войны». Она получала многочисленные угрозы и поэтому была вынуждена принять строгие меры предосторожности.
В 2020 году подписала «Мадридскую хартию», документ, разработанный крайне правой испанской партией «Голос», который характеризует левые группы, такие как Форум Сан-Паулу и Группа Пуэбла, как врагов Иберо-Америки и обвиняет их в участии «преступного проекта под эгидой кубинского режима», который «стремится дестабилизировать либеральные демократии и правовое государство». Являлась кандидатом Хавьера Милея на должность вице-президента на всеобщих выборах в Аргентине в 2023 году. Поддерживает гражданские союзы, но не однополые браки в Аргентине, и не согласна с Хавьером Милеем по таким вопросам, как: легализация торговли органами, на том основании, что человеческое тело не является товаром; их различия во взглядах были объяснены философскими проблемами из-за экономического образования Хавьера Милея. Они также придерживались разных взглядов на аргентинскую военную диктатуру. Хавьер Милей публично заявил, что он не является защитником диктатуры, а она, являясь дочерью военного, занимается историческими ревизионистскими исследованиями о диктатуре.

## Политические взгляды

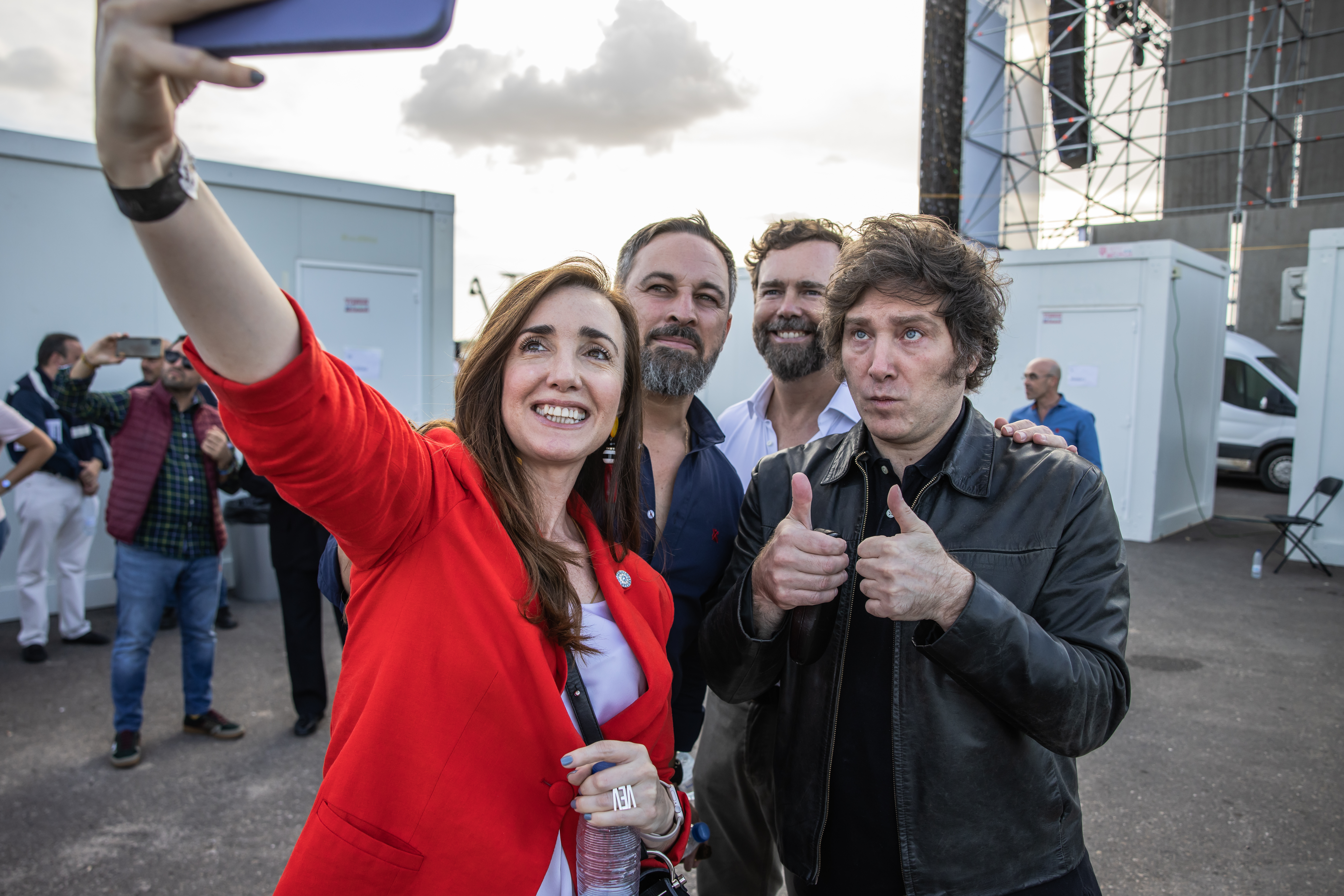
Рядом с Хавьером Милеем.

По социальным вопросам выступает за гражданские союзы однополых пар, но при этом против однополых браков. Защищала процесс национальной реорганизации и участвовала в ревизионистских отчётах о военной хунте. Её позиция вызвала споры и критику в обществе, а также обвинения в отрицании государственного терроризма. В интервью 2011 года заявила, что оппозиционные политики в Аргентине избегают говорить о жертвах терроризма 1970-х годов. Она сообщила, что «Центру правовых исследований терроризма» удалось идентифицировать поименно 13 074 жертв террористов, из которых 1010 были убиты, и добавила, что эта цифра является лишь предварительной. На её жизненные взгляды сильно повлияла традиционная католическая вера (она помогает церкви Священническое братство святого Пия X).
В начале 2016 года продолжала критиковать политику президента Нестора Киршнера и его жены Кристины Фернандес де Киршнер, утверждая, что они защищали левых террористов и занимались тактикой whataboutism в отношении жертв терроризма, чтобы отвлечь внимание от обсуждения военной хунты. Она заявила, что «за последние двенадцать лет правительство Киршнер прославляло вооружённую борьбу партизан. В Аргентине, если вы не поддерживаете партизан, люди думают, что вы поддерживаете диктатуру». За эти противоречивые заявления, критики обвинили её в попытке переписать историю страны и обелить военную хунту, но она отвергла эти обвинения.

## История участия в выборах
| Выборы | Место работы     | Список          | Список | Номер | Округ        | Голоса  | Голоса  | Голоса  | Результат | Примечания |
| Выборы | Место работы     | Список          | Список | Номер | Округ        | Всего   | %       | Позиция | Результат | Примечания |
| ------ | ---------------- | --------------- | ------ | ----- | ------------ | ------- | ------- | ------- | --------- | ---------- |
| 2021   | Палата депутатов | Либертад Аванса |        | 2     | Буэнос-Айрес | 313 808 | 17,04 % | 3       | Избрана   | [ 22 ]     |

1. ↑  Представлена в избирательном списке. Данные представляют долю голосов, полученных всей партией/альянсом в этом округе.

## Книги
- Los llaman… jóvenes idealistas, 2010 год[8].
- Los otros muertos, 2014 год, в соавторстве с Карлосом Манфрони[6][9].